# Kościół Narodzenia Najświętszej Maryi Panny na Pólku pod Bralinem

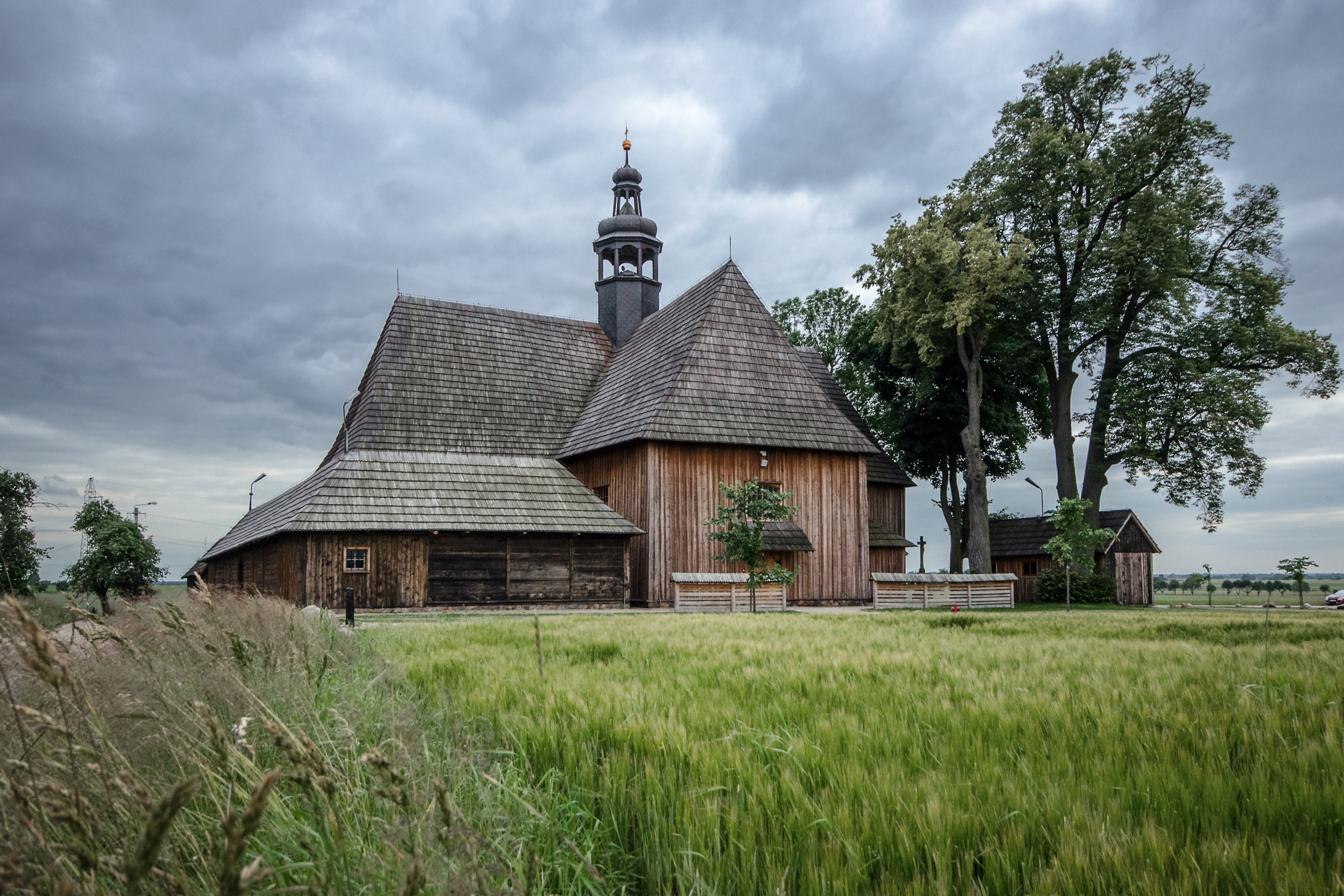
Kościół Narodzenia NMP w Bralinie

Kościół Narodzenia Najświętszej Maryi Panny, lokalnie określany jako Na Pólku – zabytkowy drewniany kościół rzymskokatolicki pod wezwaniem Narodzenia Najświętszej Maryi Panny. Został wybudowany w 1711 roku i położony jest w szczerym polu około 1700 metrów od centrum Bralina. Pełni funkcję kościoła odpustowego i jest popularnym miejscem lokalnych pielgrzymek. 

## Historia
Osnute legendą początki kościoła sięgają przełomu XIII i XIV wieku i związane są z cudownym przenoszeniem się parafialnego obrazu Matki Boskiej na pole pod Bralinem. Aby upamiętnić te zdarzenia postawiono w ich miejscu najpierw krzyż, a następnie kapliczkę. W 1630 roku podczas epidemii cholery zostało uzdrowionych 10 osób. W podziękowaniu złożyli przysięgę, że przyczynią się do wybudowania większego kościoła, którego budowę ukończono w 1711 roku.
W czasie swego istnienia pod wpływem wilgoci budynek zniszczał i groził zawaleniem. W latach 1978–1987 przeprowadzono gruntowny remont i konserwację budynku. Niektóre części kościoła, głównie fundamenty, zostały wymienione. Podczas remontu odrestaurowano również oryginalną polichromię wnętrz, malowidła ołtarzy oraz sklepień. 

## Architektura

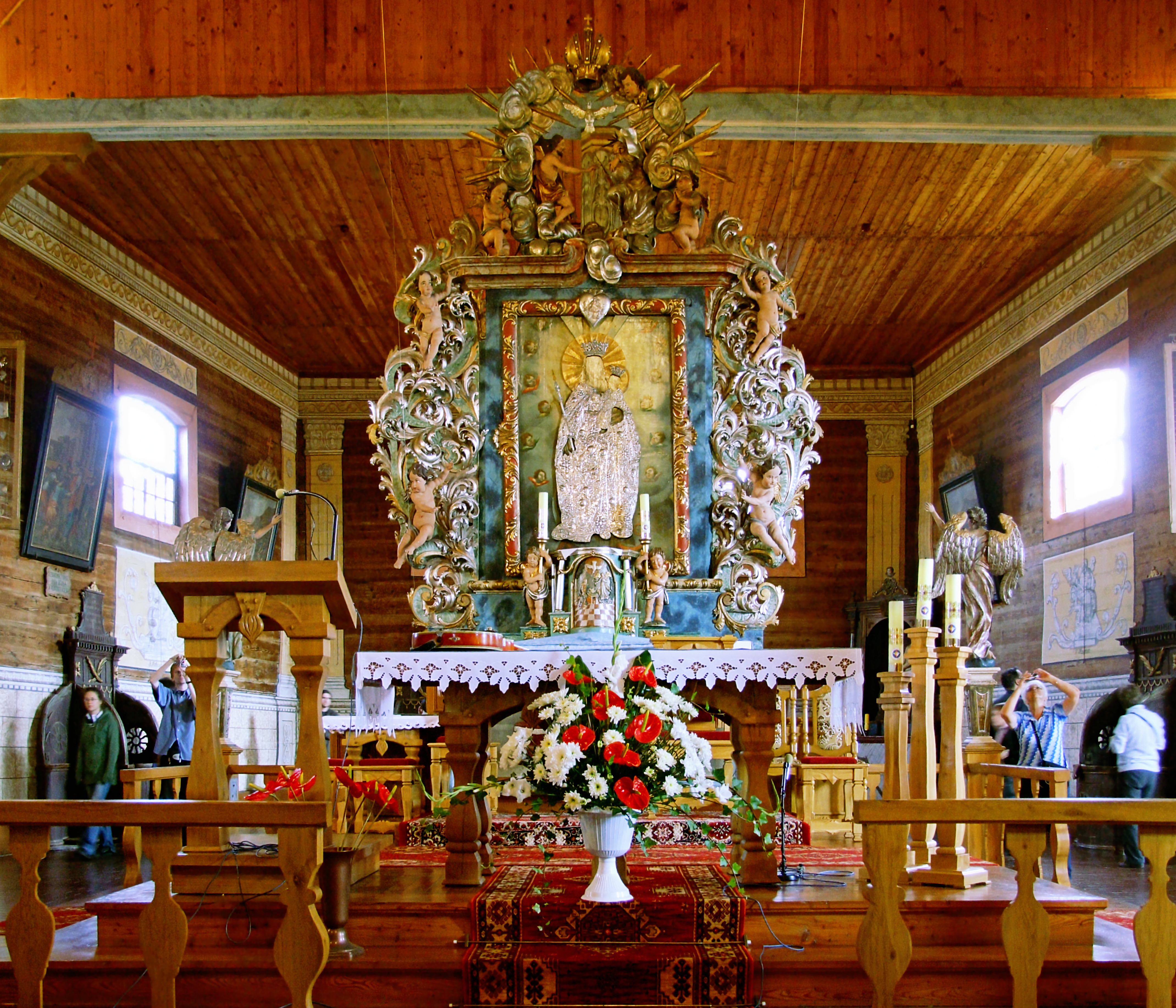
Wnętrze kościoła

Kościół jest orientowany, zbudowany na planie krzyża greckiego, z ramionami zwężającymi się nieco na zewnątrz. W każdym z czterech ramion znajduje się osobne wejście do wnętrza świątyni. Na skrzyżowaniu naw znajduje się barokowa wieżyczka. Pomiędzy północnym i zachodnim ramieniem usytuowana jest mała zakrystia. Środkowa część kościoła przykryta jest pozornym sklepieniem kolebkowym. Ramiona krzyża, na których założono płaskie stropy, oddzielone są od części środkowej profilowanymi belkami podciągowymi opartymi na okrągłych słupach imitujących kolumny. Zwieńczone one zostały malowanymi kapitelami. W ramieniu zachodnim skonstruowano emporę organową opartą na 10 słupach. Ściany budynku zbudowano w technice zrębowej a trójspadowe dachy pokryte są gontami. Całkowita powierzchnia wynosi 592 m².
Dwustronny ołtarz główny początkowo usytuowany był centralnie na przecięciu obu osi kościoła, jednak obecnie przesunięty jest nieco na wschód. Otoczony jest balustradą, a w narożnikach posiada cztery rzeźby aniołów. Pośrodku znajduje się obraz Matki Boskiej z Dzieciątkiem. W kościele znajdowały się również trzy ołtarze boczne. Pierwszy z tryptykiem gotycko-renesansowym z 1520 roku został przeniesiony do kościoła parafialnego w Bralinie. Drugi ołtarz boczny z dekoracją okuciową i figurką gotycką św. Stanisława z ok. 1500 roku jest zbudowany w stylu późnorenesansowym i pochodzi z początków XVII wieku. Trzeci barokowy ołtarz boczny z XVIII wieku także zdobią rzeźby. W świątyni znajduje się również czternaście obrazów Męki Pańskiej z przełomu XVIII/XIX wieku. We wnętrzu także obraz św. Wojciecha z XVII sprowadzony z kolegiaty Wniebowzięcia NMP w Kaliszu.

## Organy
Pierwotnie był to ośmiogłosowy instrument z około 1870 roku. Całkowitej przebudowy w okresie od kwietnia do września 1938 r. dokonał Józef Bach. Wykorzystał poprzedni prospekt i część piszczałek. W 2002 roku organy remontował Remigiusz Cynar z Wrocławia.
Dyspozycja instrumentu:
| Manuał I          | Manuał II                  | Pedał          |
| ----------------- | -------------------------- | -------------- |
| 1. Pryncypał 8'   | 1. Kryty 8'                | 1. Subbas 16'  |
| 2. Flet 8'        | 2. Salicet 8'              | 2. Oktawbas 8' |
| 3. Oktawa 4'      | 3. Vox coelestis 8' (od c) |                |
| 4. Mikstura 3 ch. | 4. Flauto (trawerso) 4'    |                |

## Nagrody i wyróżnienia
Parafia Bralin została odznaczona 6 lipca 1983 roku przez Ministra Kultury i Sztuki złotą odznaką za opiekę nad zabytkami. Wysiłki restauracyjne zostały również wyróżnione przez organizację Europa Nostra honorowym złotym medalem, który został przyznany 15 stycznia 1993 roku.
Obiekt umieszczono na karcie pocztowej Poczty Polskiej wprowadzonej do obiegu 7 lipca 1986, wydanej z okazji 850-lecia Bralina.